# کرمانشاه (روزنامه)
کرمانشاه نام روزنامه‌ای بود که از تاریخ ۳ ذیقعدهٔ ۱۳۲۷ هجری قمری (۱۲۸۸ خورشیدی و ۱۹۰۹ میلادی) به مدیریت فصیح المتکلمین و صاحب امتیازی میرزا احمدخان وزیری (معتضدالدوله) در کرمانشاه آغاز به انتشار کرد. انتشار این نشریه به صورت گاهشمار انجام می‌شده، اما تا اوایل طغیان ابوالفتح میرزا سالارالدوله به سال ۱۳۲۸ هجری قمری ادامه داشته است و از آن زمان به دستور سالارالدوله تعطیل شده است. مشی سیاسی این روزنامه نزدیک به حزب دموکرات عامیون بوده است.

## نمونه متن
ادوارد براون دربارهٔ این روزنامه نوشته است:
«اینجانب شمارهٔ ۱۱ این روزنامه [کرمانشاه] را دارم که دارای چهار صفحه به قطع ۸/۳*۱۲ [سانتیمتر] می‌باشد و تاریخ آن هفدهم ذوالقعدهٔ ۱۳۲۷ هـ. ق مطابق با بیستم دسامبر ۱۹۰۹ است که به سختی با تاریخ اولین انتشار روزنامهٔ مذور مطابقت دارد. اشتراک سالیانهٔ آن در کرمانشاه ۱۲ قران و در سایر نقاط ایران ۱۵ قران و در ممالک خارجه ۸ فرانک بوده است.»
در صفحهٔ اول روزنامهٔ کرمانشاه به تاریخ ۲۲ محرم الحرام ۱۳۲۹ هجری قمری در قسمت شناسنامه این نشریه چنین معرفی شده است:
«روزنامهٔ هفتگی آزاد کرمانشاه - مرکز اداره: قرائت خانهٔ عمومی

عنوان تلگرافی: کرمانشاه - مکتوب بی امضاء و تمبر از درج معذور است.

اداره در حک و اصلاح متوب و لوایح مجاز خواهد بود.

هر سه شنبه طبع و چهارشنبه توزیع می‌شود. در این جریده القاب نوشته نمی‌شود. در این جریده از هر قبیل لوایح و اخبار داخله و خارجه و مقالات عام‌المنفعه درج می‌شود و لوایحی ه به اداره می‌رسد، مسترد نخواهد شد.»